# Abdul Munim Riad
Abdul Munim Riad (en árabe: عبد المنعم رياض), nacido en 1919 y fallecido en 1969, fue un militar egipcio.
Desempeñó su carrera militar en las Fuerzas Armadas de su país de origen, llegando a ser uno de los comandantes que dirigieron los actos bélicos durante la Guerra de los Seis Días, esta vez al mando del ejército jordano.

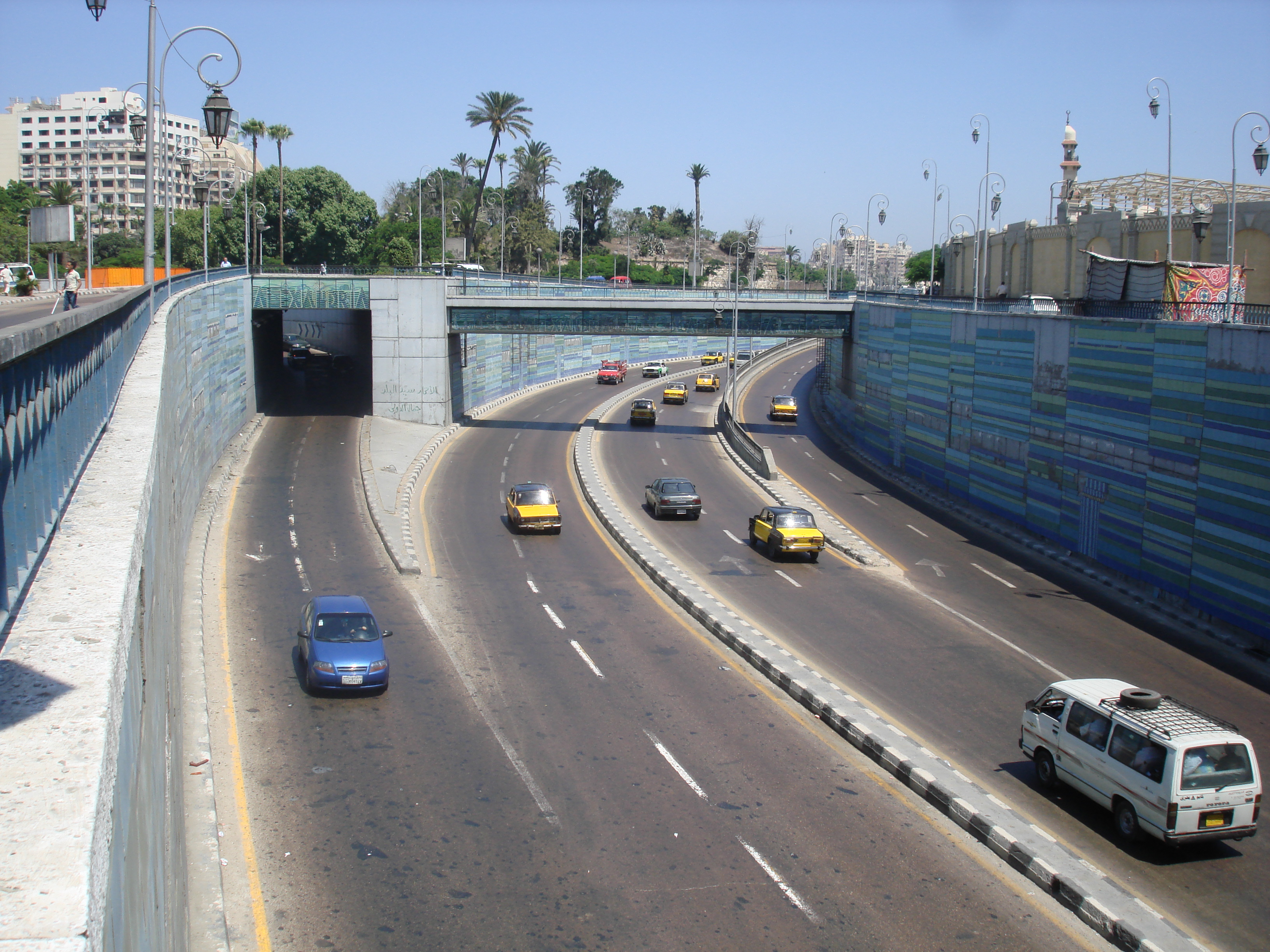
Túnel en Alejandría con el nombre del militar.

Murió junto a parte de su equipo en 1969, a causa de un ataque israelí con morteros durante la Guerra de Desgaste. Su muerte conmocionó a la población egipcia, que le ha rendido tributo en numerosas ocasiones poniendo su nombre a algunas obras públicas. 